# Дорожные знаки Кыргызстана
В списке приведены дорожные знаки, используемые в Кыргызстане. Дорожные знаки в Кыргызстане во многом похожи на дорожные знаки, используемые в России и странах СНГ (Азербайджан, Армения, Белоруссия, Казахстан, Таджикистан, Узбекистан), поскольку Кыргызстан был частью Советского союза до его распада в 1991 году.
Дорожные знаки, используемые в Кыргызстане, в целом те же, что и в России, за исключением того, что надписи на дорожных знаках, включая названия населённых пунктов, выполнены на русском и/или киргизском языках в соответствии с официальными языками Кыргызской Республики. Дорожные знаки установлены Правилами дорожного движения, утверждёнными Постановлением Правительства Кыргызской Республики от 4 августа 1999 года № 421. Как и в России, правила применения и производства знаков определены российским стандартом ГОСТ Р 52289-2019 и межгосударственным стандартом ГОСТ 32945-2014. Дорожные знаки соответствуют Венской конвенции о дорожных знаках и сигналах.
Дорожные знаки разделены на 8 категорий:
1. Предупреждающие знаки;
2. Знаки приоритета;
3. Запрещающие знаки;
4. Предписывающие знаки;
5. Знаки особых предписаний;
6. Информационные знаки;
7. Знаки сервиса;
8. Знаки дополнительной информации.

## Размещение дорожных знаков
ГОСТ Р 52289-2019 при установке знаков разных групп на одной опоре предписывает их размещать в следующем порядке (сверху вниз, слева направо):
- знаки приоритета
- предупреждающие знаки
- предписывающие знаки
- знаки особых предписаний
- запрещающие знаки
- информационные знаки
- знаки сервиса

## Действующие дорожные знаки
С 7 октября 2019 года в соответствии с Постановлением Правительства Кыргызской Республики от 7 октября 2019 года № 522 нумерация дорожных знаков в Кыргызской Республике осуществляется в соответствии с ГОСТ Р 52289-2019 и ГОСТ 32945-2014.

### Предупреждающие знаки
Предупреждающие знаки информируют водителей о приближении к опасному участку дороги, движение по которому требует принятия мер, соответствующих обстановке. Большинство из них имеют форму равностороннего треугольника белого цвета с красной каймой. Такие знаки устанавливаются в населённом пункте за 50—100 м, за городом за 150—300 м до начала опасного участка. В отдельных случаях может быть другое расстояние, которое будет определяться табличкой 8.1.1 «Расстояние до объекта», установленной под предупреждающим знаком. Если опасный участок имеет протяжённость, то под предупреждающим знаком будет установлена табличка 8.2.1 «Зона действия».
| Номер знака | Изображение | Название                                                        | Пояснение |
| ----------- | ----------- | --------------------------------------------------------------- | --- |
| 1.1         |             | Железнодорожный переезд со шлагбаумом                           | Предупреждает водителя о том, что необходимо сбросить скорость, быть внимательным и осторожным, ведь впереди железнодорожный переезд со шлагбаумом. |
| 1.2         |             | Железнодорожный переезд без шлагбаума                           | Устанавливаются в населённом пункте за 50—100 м, вне населённых пунктов за 150—300 м до переезда. Приближение к железнодорожному переезду, не оборудованному шлагбаумом. Водитель должен быть готов к остановке перед переездом. Этот знак дублируется только вне населённого пункта, второй знак устанавливается на расстоянии не менее 50 метров до переезда. |
| 1.3.1       |             | Однопутная железная дорога                                      | Устанавливаются непосредственно перед железнодорожными переездами без шлагбаума. Информирует водителя о наличии одного пересечения с железной дорогой, не оборудованного шлагбаумом. |
| 1.3.2       |             | Многопутная железная дорога                                     | Устанавливаются непосредственно перед железнодорожными переездами без шлагбаума. Информирует водителя о наличии нескольких пересечений с железной дорогой, не оборудованных шлагбаумом. |
| 1.4.1       |             | Приближение к железнодорожному переезду                         | Дополнительное предупреждение о приближении к железнодорожному переезду вне населённых пунктов. Этот знак может устанавливаться одновременно на правой и левой стороне дороги (наклонная красная полоса направлена в сторону проезжей части) за 150—300 метров. |
| 1.4.2       |             | Приближение к железнодорожному переезду                         | Дополнительное предупреждение о приближении к железнодорожному переезду вне населённых пунктов. Этот знак может устанавливаться одновременно на правой и левой стороне дороги (наклонная красная полоса направлена в сторону проезжей части) за 100—200 метров. |
| 1.4.3       |             | Приближение к железнодорожному переезду                         | Дополнительное предупреждение о приближении к железнодорожному переезду вне населённых пунктов. Этот знак может устанавливаться одновременно на правой и левой стороне дороги (наклонная красная полоса направлена в сторону проезжей части) за 50—100 метров. |
| 1.4.4       |             | Приближение к железнодорожному переезду                         | Дополнительное предупреждение о приближении к железнодорожному переезду вне населённых пунктов. Этот знак может устанавливаться одновременно на правой и левой стороне дороги (наклонная красная полоса направлена в сторону проезжей части) за 150—300 метров. |
| 1.4.5       |             | Приближение к железнодорожному переезду                         | Дополнительное предупреждение о приближении к железнодорожному переезду вне населённых пунктов. Этот знак может устанавливаться одновременно на правой и левой стороне дороги (наклонная красная полоса направлена в сторону проезжей части) за 100—200 метров. |
| 1.4.6       |             | Приближение к железнодорожному переезду                         | Дополнительное предупреждение о приближении к железнодорожному переезду вне населённых пунктов. Этот знак может устанавливаться одновременно на правой и левой стороне дороги (наклонная красная полоса направлена в сторону проезжей части) за 50—100 метров. |
| 1.5         |             | Пересечение с трамвайной линией                                 | Устанавливаются в населённом пункте за 50—100 м, вне населённых пунктов за 150—300 м до пересечения. Знак устанавливают перед пересечением дороги с трамвайными путями вне перекрестка, а также перед перекрестками (площадями), через которые проходят трамвайные пути, при расстоянии видимости путей менее 50 м. |
| 1.6         |             | Пересечение равнозначных дорог                                  | Устанавливаются в населённом пункте за 50—100 м, вне населённых пунктов за 150—300 м до начала пересечения. Этот знак предупреждает водителя о приближении к месту, где пересекаются равнозначные дороги. Увидев этот знак, водитель должен быть готов пропустить автомобили, которые въезжают на перекресток справа. |
| 1.7         |             | Пересечение с круговым движением                                | Устанавливаются в населённом пункте за 50—100 м, вне населённых пунктов за 150—300 м до пересечения. Предупреждает водителя о том, что впереди перекрёсток с круговым движением. Движение осуществляется по направлению стрелок. Водитель, который находится на круге, имеет преимущество перед въезжающим транспортом. |
| 1.8         |             | Светофорное регулирование                                       | Устанавливаются в населённом пункте за 50—100 м, вне населённых пунктов за 150—300 м до начала опасного участка. Предупреждает всех участников движения, что впереди перекресток, регулируемый светофором. |
| 1.9         |             | Разводной мост                                                  | Устанавливаются в населённом пункте за 50—100 м, вне населённых пунктов за 150—300 м до начала опасного участка. Разводной мост или паромная переправа. При въезде на паром необходимо руководствоваться указаниями дежурного по паромной переправе, пропуская транспортные средства, съезжающие с парома. Водитель должен быть готов остановиться перед разводным мостом или переправой, если въезд на мост или переправу закрыт. Этот знак дублируется только вне населённого пункта, второй знак устанавливается на расстоянии не менее 50 м до начала опасного участка. |
| 1.10        |             | Выезд на набережную                                             | Устанавливаются в населённом пункте за 50—100 м, вне населённых пунктов за 150—300 м до начала опасного участка. Выезд на набережную или берег. Предупреждают водителей о выезде на набережную, берег реки, озера, где имеется опасность съезда транспортного средства в воду. Водителю рекомендуется снизить скорость, оценить ситуацию. Этот знак дублируется только вне населённого пункта, второй знак устанавливается на расстоянии не менее 50 м до начала опасного участка. |
| 1.11.1      |             | Опасный поворот                                                 | Устанавливаются в населённом пункте за 50—100 м, вне населённых пунктов за 150—300 м до начала опасного участка. Закругление дороги малого радиуса или с ограниченной видимостью направо. Водитель должен помнить, что на таких участках запрещены такие манёвры как обгон, разворот и движение задним ходом. Водитель обязан снизить скорость для безопасного проезда кривой. |
| 1.11.2      |             | Опасный поворот                                                 | Устанавливаются в населённом пункте за 50—100 м, вне населённых пунктов за 150—300 м до начала опасного участка. Закругление дороги малого радиуса или с ограниченной видимостью налево. Водитель должен помнить, что на таких участках запрещены такие манёвры как обгон, разворот и движение задним ходом. Водитель обязан снизить скорость для безопасного проезда кривой. |
| 1.12.1      |             | Опасные повороты                                                | Устанавливаются в населённом пункте за 50—100 м, вне населённых пунктов за 150—300 м до начала опасного участка. Предупреждают о приближении к участку дороги с двумя или более опасными поворотами, следующими друг за другом; первый поворот осуществляется направо. Водитель должен помнить, что на таких участках запрещены такие манёвры как обгон, разворот и движение задним ходом. Водитель обязан снизить скорость для безопасного проезда кривой. |
| 1.12.2      |             | Опасные повороты                                                | Устанавливаются в населённом пункте за 50—100 м, вне населённых пунктов за 150—300 м до начала опасного участка. Предупреждают о приближении к участку дороги с двумя или более опасными поворотами, следующими друг за другом; первый поворот осуществляется налево. Водитель должен помнить, что на таких участках запрещены такие манёвры как обгон, разворот и движение задним ходом. Водитель обязан снизить скорость для безопасного проезда кривой. |
| 1.13        |             | Крутой спуск                                                    | Цифрами указывается уклон в сотых долях. Водителю может потребоваться перейти на пониженную передачу, или активировать тормоз-замедлитель. |
| 1.14        |             | Крутой подъём                                                   | Цифрами указывается уклон в сотых долях. Водителю может потребоваться увеличить скорость движения или перейти на пониженную передачу. Если уклон обозначен знаками 1.13 или 1.14, то в случае затруднённого встречного разъезда уступить дорогу должен водитель, движущийся на спуск. |
| 1.15        |             | Скользкая дорога                                                | Этот знак предупреждает водителя о том, что при повышенной влажности покрытие дороги становится скользким, а значит надо быть предельно внимательным и осторожным. |
| 1.16        |             | Неровная дорога                                                 | Участок дороги, имеющий неровности на проезжей части (волнистость, выбоины, неплавные сопряжения с мостами и тому подобное). Водителю рекомендуется снизить скорость. |
| 1.17        |             | Искусственная неровность                                        | Участок дороги с искусственной неровностью (неровностями) для принудительного снижения скорости. Непосредственно у самой неровности устанавливают знак 5.20 с одноимённым названием. |
| 1.18        |             | Выброс гравия                                                   | Участок дороги, на котором возможен выброс гравия, щебня и тому подобного из-под колёс транспортных средств. Водителю рекомендуется снизить скорость, чтобы избежать повреждения своего и других транспортных средств гравием. |
| 1.19        |             | Опасная обочина                                                 | Этот знак предупреждает водителя о том, что впереди участок дороги, на который съезд на обочину опасен. Водитель обязан сбросить скорость и ехать очень аккуратно, не въезжая на обочину. |
| 1.20.1      |             | Сужение дороги                                                  | С обеих сторон. Знак предупреждает о том,что впереди сужение дорог с обеих сторон. Водителям необходимо перестроиться из крайних полос движения,ближе к центру проезжей части. |
| 1.20.2      |             | Сужение дороги                                                  | С правой стороны. Водитель, движущийся по заканчивающейся полосе, должен быть готов уступить дорогу транспортным средствам, движущимся без смены полосы. |
| 1.20.3      |             | Сужение дороги                                                  | С левой стороны. Водитель, движущийся по заканчивающейся полосе, должен быть готов уступить дорогу транспортным средствам, движущимся без смены полосы. |
| 1.21        |             | Двустороннее движение                                           | Этот знак установляется перед участком дороги с двухсторонним движением. Водитель, который до этого ехал по дороге с односторонним движением, должен приготовиться к появлению встречного транспорта и во время занять свою полосу. Знак 1.21 чаще встречается в тех местах, где дорога с односторонним движением переходит в дорогу с двусторонним движением. Этот же знак может устанавливаться и в случае, когда дорога с разделительной полосой переходит в дорогу с двусторонним движением: две проезжие части сливаются в одну. Часто этот знак используют в местах ремонта дороги для организации двустороннего движения там, где до этого транспортные средства двигались только в одном направлении. |
| 1.22        |             | Пешеходный переход                                              | Этот знак сообщает пешеходам,где они могут перейти дорогу,а водителям даёт понять,что необходимо сбросить скорость и быть осторожней.Пешеходный переход, обозначенный знаками 5.19.1, 5.19.2 и (или) разметкой 1.14.1 и 1.14.2. Водитель должен быть готов остановиться, чтобы пропустить пешеходов. |
| 1.23        |             | Дети                                                            | Участок дороги вблизи детского учреждения (школы, оздоровительного лагеря и тому подобного), на проезжей части которой возможно появление детей. Водитель должен быть готов остановиться, чтобы пропустить детей, переходящих дорогу. |
| 1.24        |             | Пересечение с велосипедной дорожкой или велопешеходной дорожкой | Предупреждает о пересечении с велосипедной или велопешеходной дорожкой. Водитель должен быть готов остановиться, чтобы пропустить велосипедистов. |
| 1.25        |             | Дорожные работы                                                 | Предупреждает о дорожных работах. Водитель должен быть готов к изменению схемы движения, появлению на проезжей части транспортных средств дорожных служб и т. д. Этот знак с ограниченным сроком действия. |
| 1.26        |             | Перегон скота                                                   | Этот знак можно встретить рядом с животноводческими фермами. Он предупреждает водителя о приближении к участку, где часто перегоняют через дорогу скот. Увидев этот знак, водитель должен сбросить скорость и быть внимательным. |
| 1.27        |             | Дикие животные                                                  | Водитель должен быть готов к появлению на проезжей части диких животных. |
| 1.28        |             | Падение камней                                                  | Этот знак обычно устанавливают в горной местности. Он предупреждает водителя, что на данном участке может быть камнепад, оползень или обвал и нужно быть осторожным. |
| 1.29        |             | Боковой ветер                                                   | Этот знак устанавливают там, где дует сильный боковой ветер. Например: перед высокими мостами или на горных дорогах. Водителю нужно снизить скорость,ведь мощные порывы ветра могут стать причиной заноса и аварий. |
| 1.30        |             | Низколетящие самолёты                                           | Устанавливается вблизи аэродромов. Предупреждает о низколетящих самолётах, внезапное появление которых может напугать водителя или создать турбулентный поток над участком дороги. Необходимо снизить скорость и держаться как можно ближе к центру занимаемой полосы, чтобы в случае порыва не оказаться на обочине или на встречной полосе. |
| 1.31        |             | Тоннель                                                         | Тоннель, в котором отсутствует искусственное освещение, или тоннель, видимость въездного портала которого ограничена. Знак 1.31 с табличкой 8.2.1 применяют, если при въезде в тоннель не виден его противоположный конец. Перед въездом в тоннель необходимо включить ближний или дальний свет фар (чтобы в случае отключенного освещения в тоннеле не оказаться на движущемся автомобиле в тёмном пространстве). |
| 1.32        |             | Затор                                                           | Участок дороги, на котором образовался затор. По возможности следует выбрать другой путь движения. |
| 1.33        |             | Прочие опасности                                                | Участок дороги, на котором имеются опасности, не предусмотренные другими предупреждающими знаками,а значит надо быть предельно внимательным, сбавить скорость и не обгонять впереди идущие машины. |
| 1.34.1      |             | Направление поворота                                            | Направление движения на закруглении дороги малого радиуса с ограниченной видимостью. Направление объезда ремонтируемого участка дороги. Эти знаки устанавливают там, где на поворотах ограничена видимость. Очень часто в таких местах дорога меняет не только направление, но и профиль (уходит вниз или вверх), из-за чего водитель может не заметить поворота. Знак устанавливается непосредственно в повороте с наружной стороны закругления дороги. Он может устанавливаться также на перекрестке с круговым движение — на центральном островке напротив соответствующего въезда. Для того чтобы автомобиль вписался в поворот, водитель должен заблаговременно снизить скорость. 1.34.3 «Направление поворота». Направление движения на Т — образном перекрестке или разветвлении дорог. Направление объезда ремонтируемого крутого участка дороги. Знак 1.34.3 устанавливают напротив проездов, не имеющих продолжения и Т — образных перекрестках, где имеется опасность проезда в прямом направлении, например: при въезде на набережную,а также на развилках дорог. |
| 1.34.2      |             | Направление поворота                                            | Направление движения на закруглении дороги малого радиуса с ограниченной видимостью. Направление объезда ремонтируемого участка дороги. Эти знаки устанавливают там, где на поворотах ограничена видимость. Очень часто в таких местах дорога меняет не только направление, но и профиль (уходит вниз или вверх), из-за чего водитель может не заметить поворота. Знак устанавливается непосредственно в повороте с наружной стороны закругления дороги. Он может устанавливаться также на перекрестке с круговым движение — на центральном островке напротив соответствующего въезда. Для того чтобы автомобиль вписался в поворот, водитель должен заблаговременно снизить скорость. 1.34.3 «Направление поворота». Направление движения на Т — образном перекрестке или разветвлении дорог. Направление объезда ремонтируемого крутого участка дороги. Знак 1.34.3 устанавливают напротив проездов, не имеющих продолжения и Т — образных перекрестках, где имеется опасность проезда в прямом направлении, например: при въезде на набережную,а также на развилках дорог. |
| 1.34.3      |             | Направление поворота                                            | Направление движения на закруглении дороги малого радиуса с ограниченной видимостью. Направление объезда ремонтируемого участка дороги. Эти знаки устанавливают там, где на поворотах ограничена видимость. Очень часто в таких местах дорога меняет не только направление, но и профиль (уходит вниз или вверх), из-за чего водитель может не заметить поворота. Знак устанавливается непосредственно в повороте с наружной стороны закругления дороги. Он может устанавливаться также на перекрестке с круговым движение — на центральном островке напротив соответствующего въезда. Для того чтобы автомобиль вписался в поворот, водитель должен заблаговременно снизить скорость. 1.34.3 «Направление поворота». Направление движения на Т — образном перекрестке или разветвлении дорог. Направление объезда ремонтируемого крутого участка дороги. Знак 1.34.3 устанавливают напротив проездов, не имеющих продолжения и Т — образных перекрестках, где имеется опасность проезда в прямом направлении, например: при въезде на набережную,а также на развилках дорог. |

### Знаки приоритета (знаки преимущественного и права проезда)
Знаки приоритета (знаки преимущественного права проезда) устанавливают очередность проезда перекрёстков, пересечений проезжих частей или узких участков дороги. Основные знаки приоритета («Главная дорога», «Уступите дорогу» и «Движение без остановки запрещено»).
Часто имеют необычную форму (перевёрнутый треугольник, ромб, восьмиугольник). Это связано с необходимостью однозначно идентифицировать знаки с любой стороны.
Отменяются сигналами светофора и регулировщика.
| Номер знака | Изображение | Название                               | Пояснение |
| ----------- | ----------- | -------------------------------------- | --- |
| 2.1         |             | Главная дорога                         | Дорога, на которой водитель имеет приоритет проезда перекрёстков. Знак устанавливают в начале участка дороги с преимущественным правом проезда нерегулируемых перекрестков. В населенных пунктах знак устанавливают перед каждым перекрестком на главной дороге. Перед нерегулируемыми перекрестками, на которых главная дорога проходит в прямом направлении, а пересекающая дорога имеет не более четырёх полос, допускается устанавливать знак размером 350×350 мм. В населенных пунктах знак допускается не устанавливать на противоположной примыканию стороне перед примыканием второстепенной дороги к главной. Знак 2.1 с табличкой 8.13 устанавливают перед перекрестками, на которых главная дорога изменяет направление, а также перед перекрестками со сложной планировкой. В населенных пунктах знак 2.1 с табличкой 8.13 устанавливают перед перекрестком, а вне населенных пунктов — предварительно на расстоянии 150—300 м до перекрестка и перед перекрестком. На пересечениях дорог с несколькими проезжими частями знак устанавливают перед пересечениями проезжих частей, на которых возможно неоднозначное определение главенства дорог. Отменяется знаком 2.2. |
| 2.2         |             | Конец главной дороги                   | Участок дороги, где главная дорога заканчивается на перекрёстке. |
| 2.3.1       |             | Пересечение со второстепенной дорогой  | Предупреждает о близости пересечения со второстепенной дорогой. |
| 2.3.2       |             | Примыкание второстепенной дороги       | Предупреждает о близости примыкания второстепенной дороги справа |
| 2.3.3       |             | Примыкание второстепенной дороги       | Предупреждает о близости примыкания второстепенной дороги слева |
| 2.3.4       |             | Примыкание второстепенной дороги       | Предупреждает о близости примыкания второстепенной дороги справа |
| 2.3.5       |             | Примыкание второстепенной дороги       | Предупреждает о близости примыкания второстепенной дороги слева |
| 2.3.6       |             | Примыкание второстепенной дороги       | Предупреждает о близости примыкания второстепенной дороги справа |
| 2.3.7       |             | Примыкание второстепенной дороги       | Предупреждает о близости примыкания второстепенной дороги слева |
| 2.4         |             | Уступите дорогу                        | Водитель должен уступить дорогу транспортным средствам, движущимся по пересекаемой дороге, а при наличии таблички 8.13 — по главной. Дорожный знак «Уступи дорогу» чаще всего устанавливают непосредственно перед перекрестком, однако вне населенного пункта на дорогах с покрытием ему может предшествовать такой же знак с табличкой 8.1.1 «Расстояние до объекта». |
| 2.5         |             | Движение без остановки запрещено       | Запрещается движение без остановки перед стоп-линией, а если её нет — перед краем пересекаемой проезжей части. Водитель должен уступить дорогу транспортным средствам, движущимся по пересекаемой, а при наличии таблички 8.13 — по главной дороге. Вне населенных пунктов на дорогах с покрытием ему может предшествовать знак 2.4 «Уступите дорогу» с табличкой 8.1.2, указывающей расстояние до этого знака. Знак 2.5 может быть установлен перед железнодорожным переездом или карантинным постом. В этих случаях водитель должен остановиться перед стоп-линией, а при её отсутствии — перед знаком. |
| 2.6         |             | Преимущество встречного движения       | Запрещается въезд на узкий участок дороги, если это может затруднить встречное движение. Водитель должен уступить дорогу встречным транспортным средствам, находящимся на узком участке или противоположном подъезде к нему. Если навстречу движется мотоцикл без коляски, и с ним возможно разъехаться на узком участке, то можно продолжать движение. |
| 2.7         |             | Преимущество перед встречным движением | Знак «Преимущество перед встречным движением» предупреждает: впереди узкий участок дороги. Водитель,который,увидев этот знак, имеет право проехать первым. Те, кто едут ему на встречу обязаны уступить дорогу. |

### Запрещающие и ограничивающие знаки
Запрещающие и ограничивающие знаки вводят или отменяют определённые ограничения движения. Большинство из них круглой формы, белые с красной каймой.
Ряд знаков имеют ограничения, то есть не распространяют своё действие на некоторые ТС.
Знаки 3.18.1 и 3.18.2 используются в случаях, когда необходимый порядок движения невозможно достичь установкой знаков 4.1.1—4.1.5. Для знаков 3.27 — 3.30 установкой в конце зоны их действия повторных знаков 3.27 — 3.30 с табличкой 8.2.3 или применением таблички 8.2.2, а также установкой знака 5.29 или 6.4.
| Номер знака | Изображение | Название                                                                               | Пояснение |
| ----------- | ----------- | -------------------------------------------------------------------------------------- | --- |
| 3.1         |             | Въезд запрещён                                                                         | Запрещается въезд всех транспортных средств в данном направлении. Этот дорожный знак можно увидеть на дорогах с односторонним движением, к подъездам местам отдыха, АЗС на въезде против направления движения. Действие знака не распространяется на маршрутные транспортные средства, только если знак расположен не на дорогах с односторонним движением. Действует до первого перекрёстка. Обиходное название знака — «кирпич». Знак 3.1. может быть применен совместно с табличками 8.4.1-8.4.8, 8.5.1, 8.5.2, 8.5.3, 8.5.4-8.5.7 и 8.4.9-8.4.16 |
| 3.2         |             | Движение запрещено                                                                     | Запрещается движение всех транспортных средств,исключение составляет общественный транспорт,а также машины,который перевозят инвалидов. Действие знака не распространяется: 1) На транспортные средства организаций федеральной почтовой связи, имеющие на боковой поверхности белую диагональную полосу на синем фоне. 2) Транспортные средства, которые обслуживают предприятия, находящиеся в обозначенной зоне, а также обслуживают граждан или принадлежат гражданам, проживающим или работающим в обозначенной зоне. 3) На транспортные средства, управляемые инвалидами 1 и 2 групп, перевозящие таких инвалидов или детей инвалидов. 4) На маршрутные транспортные средства. Действует до первого перекрёстка. |
| 3.3         |             | Движение механических транспортных средств запрещено                                   | Запрещается движение механических транспортных средств.. Действие знака не распространяется: 1) На транспортные средства организаций федеральной почтовой связи, имеющие на боковой поверхности белую диагональную полосу на синем фоне. 2) Транспортные средства, которые обслуживают предприятия, находящиеся в обозначенной зоне, а также обслуживают граждан или принадлежат гражданам, проживающим или работающим в обозначенной зоне. 3) На транспортные средства, управляемые инвалидами 1 и 2 групп, перевозящие таких инвалидов или детей инвалидов. 4) На маршрутные транспортные средства. Действует до первого перекрёстка. |
| 3.4         |             | Движение грузовых автомобилей запрещено                                                | Запрещается движение грузовых автомобилей и составов транспортных средств с разрешённой максимальной массой более 3,5 т (если на знаке не указана масса) или с разрешённой максимальной массой более указанной на знаке, а также тракторов и самоходных машин. Знак 3.4 не запрещает движение грузовых автомобилей, предназначенных для перевозки людей, транспортных средств организаций федеральной почтовой связи, имеющих на боковой поверхности белую диагональную полосу на синем фоне, а также грузовых автомобилей без прицепа с разрешённой максимальной массой не более 26 тонн, которые обслуживают предприятия, находящиеся в обозначенной зоне. В этих случаях транспортные средства должны въезжать в обозначенную зону и выезжать из неё на ближайшем к месту назначения перекрёстке. Действует до первого перекрёстка. |
| 3.5         |             | Движение мотоциклов запрещено                                                          | Запрещается движение двухколёсных механических транспортных средств по дороге в обоих направлениях.(кроме мопедов). Действие знака не распространяется: 1) На транспортные средства организаций федеральной почтовой связи, имеющие на боковой поверхности белую диагональную полосу на синем фоне. 2) Транспортные средства, которые обслуживают предприятия, находящиеся в обозначенной зоне, а также обслуживают граждан или принадлежат гражданам, проживающим или работающим в обозначенной зоне. Действует до первого перекрёстка. |
| 3.6         |             | Движение тракторов запрещено                                                           | Запрещается движение тракторов, который могут сделать затор на дороге.. Действие знака не распространяется: 1) На транспортные средства организаций федеральной почтовой связи, имеющие на боковой поверхности белую диагональную полосу на синем фоне. 2) Транспортные средства, которые обслуживают предприятия, находящиеся в обозначенной зоне, а также обслуживают граждан или принадлежат гражданам, проживающим или работающим в обозначенной зоне. Действует до первого перекрёстка. |
| 3.7         |             | Движение с прицепом запрещено                                                          | Запрещается движение грузовых автомобилей и тракторов с прицепом любого вида, а также запрещается буксировка транспортных средств-это делается,что избежать аварийных ситуаций.. Действие знака не распространяется: 1) На транспортные средства организаций федеральной почтовой связи, имеющие на боковой поверхности белую диагональную полосу на синем фоне. 2) Транспортные средства, которые обслуживают предприятия, находящиеся в обозначенной зоне, а также обслуживают граждан или принадлежат гражданам, проживающим или работающим в обозначенной зоне. Действует до первого перекрёстка. |
| 3.8         |             | Движение гужевых повозок запрещено                                                     | Запрещается движение гужевых повозок любого типа, а также вьючных и верховых животных. Действие знака не распространяется: 1) На транспортные средства организаций федеральной почтовой связи, имеющие на боковой поверхности белую диагональную полосу на синем фоне. 2) Транспортные средства, которые обслуживают предприятия, находящиеся в обозначенной зоне, а также обслуживают граждан или принадлежат гражданам, проживающим или работающим в обозначенной зоне. Действует до первого перекрёстка. |
| 3.9         |             | Движение на велосипедах запрещено                                                      | Запрещается движение на велосипедах и мопедах. Действует до первого перекрёстка. |
| 3.10        |             | Движение пешеходов запрещено                                                           | Запрещается движение пешеходов, а также лиц, использующих для передвижения средства индивидуальной мобильности. Знак устанавливают в местах, где движение пешеходов недопустимо по условиям их безопасности (искусственные сооружения, не имеющие тротуаров, ремонтируемые участки дорог и т. п.). Знак устанавливают на той стороне дороги, на которой вводят запрещение. Знак допускается применять для запрещения перехода на регулируемых перекрестках, где какие-либо направления движения пешеходов запрещены. Знак устанавливают на краю тротуара лицевой стороной к пешеходам, движение которых следует запретить. Действует до первого перекрёстка. |
| 3.11        |             | Ограничение массы                                                                      | Запрещается движение транспортных средств (в том числе с прицепом), общая фактическая масса которых больше цифры на знаке. Действует до первого перекрёстка. |
| 3.12        |             | Ограничение массы, приходящейся на ось транспортного средства                          | Запрещается движение транспортных средств, у которых общая фактическая масса, приходящаяся на любую ось, превышает цифру на знаке. Знак 3.12 с табличкой 8.20.1 или 8.20.2 применяют для запрещения движения транспортных средств, у которых фактическая масса, приходящаяся на любую из осей тележки, больше указанной на знаке. Действует до первого перекрёстка. Для двухосного транспортного средства на переднюю ось приходится 1/3 массы, на заднюю — 2/3. Если более 2 осей, то масса распределяется по ним равномерно. |
| 3.13        |             | Ограничение высоты                                                                     | Запрещён въезд любого транспортного средства, габариты которого (с грузом или без груза) превышают установленную цифру по высоте. Повторный знак 3.13 допускается устанавливать на пролёте или опоре искусственного сооружения. Действует до первого перекрёстка. |
| 3.14        |             | Ограничение ширины                                                                     | Запрещён въезд любого транспортного средства, габариты которого (с грузом или без груза) превышают установленную цифру по ширине. Повторный знак 3.14 допускается устанавливать на пролёте или опоре искусственного сооружения. Действует до первого перекрёстка. |
| 3.15        |             | Ограничение длины                                                                      | Этот знак запрещает движение автомобилей, длина, которых больше указано на знаке. Как правильно, это касается больших грузовиков. Водители таких машин, увидев этот знак, должны искать пути объезда. Действует до первого перекрёстка. |
| 3.16        |             | Ограничение минимальной дистанции                                                      | Устанавливает минимальную дистанцию между транспортными средствами. Действует до первого перекрёстка либо до знака 3.31. |
| 3.17.1      |             | Таможня                                                                                | Знак применяют для запрещения проезда без остановки на контрольно-пропускном пункте таможни. Предварительный знак 3.17.1 с табличкой 8.1.1 устанавливают на расстоянии 500 м до контрольно-пропускного пункта. (таможни) |
| 3.17.2      |             | Опасность                                                                              | Запрещается проезд всех транспортных средств в связи с ДТП, пожаром, и т. д. |
| 3.17.3      |             | Контроль                                                                               | Этот дорожный знак запрещает проезд через контрольные пункты без остановки. Установливают его в местах на въезды платные автодороги или принимают в качестве временного знака, на постах полиции и других служб при проведении специальных операций. |
| 3.18.1      |             | Поворот направо запрещён                                                               | Этот знак можно встретить перед перекрестком. Он запрещает автомобилям поворот направо. Действие знака не распространяется на маршрутные транспортные средства. |
| 3.18.2      |             | Поворот налево запрещён                                                                | Этот знак запрещает поворот налево. Движение можно продолжить в других направлениях. Действие знака не распространяется на маршрутные транспортные средства. |
| 3.19        |             | Разворот запрещён                                                                      | Этот знак запрещает машинам разворот на указанным участке дороги. Действие знака не распространяется на маршрутные транспортные средства. |
| 3.20        |             | Обгон запрещён                                                                         | Этот знак запрещает обгон всем транспортным средствам. Знак принимают на участках дороги, где видемости, зависимости,ширины дороги, интенсивности движения при выполнении обгона создаётся опасность столкновения. Действует до первого перекрёстка, либо до знаков 3.21 и 3.31. |
| 3.21        |             | Конец зоны запрещения обгона                                                           | Этот знак отменяет действие знака 3.20 «Обгон запрещен», значит теперь водители при необходимости могут совершать обгон перед идущего транспортом, соблюдая при этом правила дорожного движения. |
| 3.22        |             | Обгон грузовым автомобилям запрещён                                                    | Этот знак запрещает обгон грузовым автомобилям. Он установлен в тех местах, где такой манёвр может быть опасен, например: на участках с большим количеством поворотов. Действует до первого перекрёстка, либо до знаков 3.23 и 3.31. Запрещается также обгон одиночных транспортных средств, если они движутся со скоростью не более 30 км/ч. Тракторам запрещается обгон всех транспортных средств, кроме гужевых повозок и велосипедов. |
| 3.23        |             | Конец зоны запрещения обгона грузовым автомобилям                                      | Отменяет действие знака 3.22. |
| 3.24        |             | Ограничение максимальной скорости                                                      | Знак применяют для запрещения движения всех транспортных средств со скоростью выше указанной на знаке при необходимости введения на участке дороги иной максимальной скорости, чем на предшествующем участке дороги. Знак 3.24 может действовать не только как запрещающий, но и как разрешающий. Так, в населенных пунктах, максимальная скорость движения не должна превышать 60 км/ч, однако на крупных городских магистралях (шоссе, проспектах, больших улицах) могут быть установлены знаки 3.24, повышающие разрешенную максимальную скорость движения до 80 км/ч или более. Знак 3.24 с табличкой 8.2.1 перед искусственной неровностью устанавливают совместно с знаком 5.20 на одной опоре. Действует до первого перекрёстка, либо до знаков 3.25 или 3.31, а также до знака 3.24 с иным числовым значением.                 |
| 3.25        |             | Конец зоны ограничения максимальной скорости                                           | Отменяет действие знака 3.24,в населенных пунктах не выше 60 км/ч,за городом не более 90 км/ч. |
| 3.26        |             | Подача звукового сигнала запрещена                                                     | Знак применяют для запрещения звукового сигнала, кроме случаев подачи сигнала для предотвращения дорожно-транспортного происшествия, вне населенных пунктов, на участках дорог, проходящих в непосредственной близости от санаториев, домов отдыха, оздоровительных лагерей, больниц и т. п. Действует до первого перекрёстка либо до знака 3.31. |
| 3.27        |             | Остановка запрещена                                                                    | Запрещается остановка и стоянка транспортных средств. Действие знака не распространяется на маршрутные транспортные средства и транспортные средства, используемые в качестве легкового такси, в местах остановки маршрутных транспортных средств или стоянки транспортных средств, используемых в качестве легкового такси, обозначенных разметкой 1.17.1 и (или) знаками 5.16, 5.17, 5.18 соответственно. |
| 3.28        |             | Стоянка запрещена                                                                      | Этот знак запрещает парковать автомобиль на участке дороги, который начинается сразу после знака и продолжается до следующего перекрестка. Не распространяется на ТС, управляемые инвалидами I и II групп, перевозящие таких инвалидов и детей-инвалидов, если на ТС установлен опознавательный знак «Инвалид». |
| 3.29        |             | Стоянка запрещена по нечётным числам месяца.                                           | Этот знак запрещает стоянку автомобилей на данной стороне дороги, но только по нечётным числам месяца. |
| 3.30        |             | Стоянка запрещена по чётным числам месяца                                              | Этот знак запрещает парковку автомобилей по четным дням месяца. Установливают такой знак на узких участках дорог, где парковка машин у тротуара может затруднить проезд другим участникам движения. |
| 3.31        |             | Конец зоны всех ограничений                                                            | После этого знака перестают действие ограничения тех знаков, который встретились на дороге раньше. Отменяет действие знаков 3.16, 3.20, 3.22, 3.24, 3.26—3.30. |
| 3.32        |             | Движение транспортных средств с опасными грузами запрещено                             | Запрещается движение транспортных средств, оборудованных опознавательными знаками «Опасный груз». Действует до первого перекрёстка |
| 3.33        |             | Движение транспортных средств с взрывчатыми и легковоспламеняющимися грузами запрещено | Этот знак запрещает движение транспортных средств, который перевозят взрывчатые и легковыспаменяющиеся вещества, такие как бензин. Действует до первого перекрёстка |

### Предписывающие знаки
Предписывающие знаки устанавливаются в непосредственной близости от места, где вступает в силу предписание, и могут повторяться, если компетентные органы считают это необходимым.
В случае, если перед перекрёстком установлены знаки 5.15.1 или 5.15.2, то знаки 4.1.1—4.1.6 не устанавливаются.
| Номер знака | Изображение | Название                                                     | Пояснение |
| ----------- | ----------- | ------------------------------------------------------------ | --- |
| 4.1.1       |             | Движение прямо                                               | Движение разрешено только прямо. В случае установки в начале участки дороги действует до ближайшего перекрёстка, при этом разрешён поворот направо во дворы. |
| 4.1.2       |             | Движение направо                                             | Движение разрешено только направо. |
| 4.1.3       |             | Движение налево                                              | Движение разрешено только налево или разворот, если разметка или другие дорожные знаки не предписывают иное. |
| 4.1.4       |             | Движение прямо или направо                                   | Движение разрешено только прямо или направо. |
| 4.1.5       |             | Движение прямо или налево                                    | Движение разрешено только прямо, налево, а также разрешён разворот, если разметка или другие дорожные знаки не предписывают иное. |
| 4.1.6       |             | Движение направо или налево                                  | Движение разрешено только налево или направо, а также разрешён разворот, если разметка или другие дорожные знаки не предписывают иное. |
| 4.2.1       |             | Объезд препятствия справа                                    | Объезд разрешается только справа. |
| 4.2.2       |             | Объезд препятствия слева                                     | Этот знак указывает водителю с какой стороны нужно объежать препятствие на дороге, в данном случае следует слева. |
| 4.2.3       |             | Объезд препятствия справа или слева                          | Этот знак указывает водителю с какой стороны нужно объежать препятствие на дороге, в данном случае справа или слева. |
| 4.3         |             | Круговое движение                                            | Разрешается движение в указанном стрелками направлении. |
| 4.4.1       |             | Велосипедная дорожка                                         | Разрешается движение только на велосипедах. Также могут двигаться пешеходы (при отсутствии тротуара или пешеходной дорожки). |
| 4.4.2       |             | Конец велосипедной дорожки                                   | Отменяет действие знака 4.4.1. |
| 4.5.1       |             | Пешеходная дорожка                                           | Разрешено движение только пешеходов. |
| 4.5.2       |             | Велопешеходная дорожка с совмещенным движением               | Обозначает велосипедную и пешеходную дорожку в одном проезде. |
| 4.5.3       |             | Конец велопешеходной дорожки с совмещенным движением         | Отменяет действие знака 4.5.2. |
| 4.5.4       |             | Велопешеходная дорожка с разделением движения                | О том что приближается велосипедная дорожка с пешеходами |
| 4.5.5       |             | Велопешеходная дорожка с разделением движения                | О том что приближается велосипедная дорожка с пешеходами |
| 4.5.6       |             | Конец велопешеходной дорожки с разделением движения          | отменяет действие знаков 4.5.4 и 4.5.5 |
| 4.5.7       |             | Конец велопешеходной дорожки с разделением движения          | отменяет действие знаков 4.5.4 и 4.5.5 |
| 4.6         |             | Ограничение минимальной скорости                             | На участке, где установлен такой знак нельзя двигаться со скоростью выше той, что указано на знаке. Его установливают в тех местах, где дорога достачно широка и позволяет ехать быстро. Этот знак помогает избежать заторов. Действует до первого перекрёстка, либо до знака 4.7, а также до знака 4.6 с иным числовым значением. |
| 4.7         |             | Конец зоны ограничения минимальной скорости                  | Этот знак можно встретить в конце скоростных шоссе. Увидев его, водитель может сбросить скорость ниже той, что указано на знаке. |
| 4.8.1       |             | Направление движения транспортных средств с опасными грузами | Движение транспортных средств, оборудованных опознавательными знаками «Опасный груз», разрешается только в направлении, указанном на знаке. - 4.8.1 — прямо - 4.8.2 — направо - 4.8.3 — налево |
| 4.8.2       |             | Направление движения транспортных средств с опасными грузами | Движение транспортных средств, оборудованных опознавательными знаками «Опасный груз», разрешается только в направлении, указанном на знаке. - 4.8.1 — прямо - 4.8.2 — направо - 4.8.3 — налево |
| 4.8.3       |             | Направление движения транспортных средств с опасными грузами | Движение транспортных средств, оборудованных опознавательными знаками «Опасный груз», разрешается только в направлении, указанном на знаке. - 4.8.1 — прямо - 4.8.2 — направо - 4.8.3 — налево |

### Знаки особых предписаний
Знаки особых предписаний вводят или отменяют определённые режимы движения.
| Номер знака | Изображение | Название                                                      | Пояснение |
| ----------- | ----------- | ------------------------------------------------------------- | --- |
| 5.1         |             | Автомагистраль                                                | Знак применяют для обозначения дорог, на которых действуют требования Правил дорожного движения, устанавливающие порядок движения по автомагистралям. Знак устанавливают: — в начале автомагистрали; — с табличкой 8.1.1 перед ближайшим к началу автомагистрали местом для разворота или перекрестком; — с табличкой 8.1.3 или 8.1.4 перед съездами на автомагистраль на пересечениях в разных уровнях, перед ближайшим к автомагистрали пересечением с дорогой, переходящей далее в автомагистраль; — с табличкой 8.3.1 перед выездом на автомагистраль на примыкании в одном уровне; — с табличками 8.3.1, 8.3.2 перед выездом на автомагистраль, начинающуюся на пересечении в одном уровне. Повторные знаки 5.1 допускается устанавливать после въезда на автомагистраль. |
| 5.2         |             | Конец автомагистрали                                          | Отменяет действие знака 5.1. Цифра указывает расстояние в метрах, через которое действие знака 5.1 закончится. Водитель должен быть готов сбросить скорость и приготовиться к возможному перестроению на другую полосу. |
| 5.3         |             | Дорога для автомобилей                                        | Дорога, предназначенная для движения только автомобилей, автобусов и мотоциклов. |
| 5.4         |             | Конец дороги для автомобилей                                  | Отменяет действие знака 5.3. |
| 5.5         |             | Дорога с односторонним движением                              | Этот знак обозначает, что теперь на проезжей части машины движутся строго в одном направлении. Его устанавливают в начале участка дороги. |
| 5.6         |             | Конец дороги с односторонним движением                        | Знак «Конец дороги с односторонним движением» предупреждает водителя о том, что дорога с односторонним движением закончилась. |
| 5.7.1       |             | Выезд на дорогу с односторонним движением                     | Выезд на дорогу или проезжую часть с односторонним движением. |
| 5.7.2       |             | Выезд на дорогу с односторонним движением                     | Выезд на дорогу или проезжую часть с односторонним движением. |
| 5.8         |             | Реверсивное движение                                          | Этот знак встречается на дорогах, где направление движение одной из полос может менять как одну, так и в другую сторону. Водителям на полосе с реверсивным движением нужно быть особо внимательным. После такого знака появится реверсивная полоса. Редко встречается реверсивный светофор, и можно въезжать на реверсивную полосу только когда загорится зелёная стрелка. Если светофор показывает красный крестик или светофор выключен, то на реверсивную полосу въезжать запрещено. |
| 5.9         |             | Конец реверсивного движения                                   | Этот знак обозначает конец участок дороги с реверсивным движением, так называется дороги на который есть полоса, где направление движение может меняться в обоих направлениях. |
| 5.10        |             | Выезд на дорогу с реверсивным движением                       | Этот знак встречается на дорогах, где направление движение одной из полос может менять как одну, так и в другую сторону. Водителям на полосе с реверсивным движением нужно быть особо внимательным. |
| 5.11.1      |             | Дорога с полосой для маршрутных транспортных средств          | Этот знак сообщает, что на дороге есть две полосы. По одной из них движение разрешено только общественному транспорту, по другой полосе автомобили могут двигаться только в одном направлении, указанным на знаке. |
| 5.11.2      |             | Дорога с полосой для велосипедистов                           | Дорога, по которой движение велосипедистов и водителей мопедов осуществляется по специально выделенной полосе навстречу общему потоку транспортных средств. |
| 5.12.1      |             | Конец дороги с полосой для маршрутных транспортных средств    | Отменяет действие знака 5.11.1. |
| 5.12.2      |             | Конец дороги с полосой для велосипедистов                     | Отменяет действие знака 5.11.2. |
| 5.13.1      |             | Выезд на дорогу с полосой для маршрутных транспортных средств | Выезд на дорогу или на проезжую часть, в который есть полоса для маршрутных ТС, ТС перевозки детей, велосипедов и ТС которые используются в качестве такси. |
| 5.13.2      |             | Выезд на дорогу с полосой для маршрутных транспортных средств | Выезд на дорогу или на проезжую часть, в который есть полоса для маршрутных ТС, ТС перевозки детей, велосипедов и ТС которые используются в качестве такси. |
| 5.13.3      |             | Выезд на дорогу с полосой для велосипедистов                  | Выезд на дорогу или на проезжую часть в который есть полоса для велосипедистов и мопедов. Для остальных ТС выезд на полосу для велосипедистов запрещён. Знак 5.13.3 запрещает поворот налево для остальных ТС. Знак 5.13.4 запрещает поворот направо для остальных ТС. |
| 5.13.4      |             | Выезд на дорогу с полосой для велосипедистов                  | Выезд на дорогу или на проезжую часть в который есть полоса для велосипедистов и мопедов. Для остальных ТС выезд на полосу для велосипедистов запрещён. Знак 5.13.3 запрещает поворот налево для остальных ТС. Знак 5.13.4 запрещает поворот направо для остальных ТС. |
| 5.14.1      |             | Полоса для маршрутных транспортных средств                    | Специально выделенная полоса, по которой маршрутные транспортные средства, велосипедисты, а также школьные автобусы и транспортные средства, используемые в качестве легкового такси, движутся попутно общему потоку транспортных средств. Действие знака распространяется на полосу, над которой он расположен. Действие знака, установленного справа от дороги, распространяется на правую полосу. |
| 5.14.2      |             | Полоса для велосипедистов                                     | Действие знака распространяется на полосу, над которой он расположен. Действие знака, установленного справа от дороги, распространяется на правую полосу. |
| 5.14.3      |             | Конец полосы для маршрутных транспортных средств              | Отменяет действие знака 5.14.1. Действие знака распространяется на полосу, над которой он расположен. Действие знака, установленного справа от дороги, распространяется на правую полосу. |
| 5.14.4      |             | Конец полосы для велосипедистов                               | Отменяет действие знака 5.14.2. Действие знака распространяется на полосу, над которой он расположен. Действие знака, установленного справа от дороги, распространяется на правую полосу. |
| 5.15.1      |             | Направления движения по полосам                               | Число полос и разрешённые направления движения на каждой из них. Согласно дорожному знаку, размещённому в качестве примера, разрешено ехать направо, прямо, прямо и налево и разворот. |
| 5.15.2      |             | Направления движения по полосе                                | Разрешённые направления движения по полосе. Использование знаков 5.15.2 является предпочтительным по отношению к знакам 5.15.1. |
| 5.15.3      |             | Начало полосы                                                 | Этот знак установливают перед участком, где дорога расширяется и появляется дополнительная полоса. Грузовой автомобиль с разрешённой максимальной массой свыше 3,5 т., то должен перестроиться на дополнительную полосу. Если на знаке, установленном перед дополнительной полосой, изображён знак 4.6, то водитель транспортного средства, который не может продолжать движения по основной полосе с указанной или большей скоростью, должен перестроиться на дополнительную полосу, расположенную справа от него. |
| 5.15.4      |             | Начало полосы                                                 | Этот знак означает, что на дороге появиться ещё одна полоса, значит водители могут перестроиться и продолжить движение в другой полосе. Если на знаке 5.15.4 изображён знак, запрещающий движение каким-либо транспортным средствам, то движение этих транспортных средств по соответствующей полосе запрещается. Знак допускается применять для обозначения полосы, предназначенной для поворота налево или разворота. |
| 5.15.5      |             | Конец полосы                                                  | Конец дополнительной полосы на подъёме или полосы разгона. |
| 5.15.6      |             | Конец полосы                                                  | Конец участка средней полосы на трёхполосной дороге, предназначенного для движения в данном направлении. |
| 5.15.7      |             | Направление движения по полосам                               | Если на знаке 5.15.7 изображён знак, запрещающий движение каким-либо транспортным средствам, то движение этих транспортных средств по соответствующей полосе запрещается. Знаки 5.15.7 с соответствующим числом стрелок могут применяться на дорогах с четырьмя и более полосами. |
| 5.15.8      |             | Число полос                                                   | Указывает число полос движения и режимы движения по полосам. Водитель обязан выполнять требования знаков, нанесенных на стрелки. Вне города устанавливается за 150—300 м до места начала действия, в городе — за 50—100 м. |
| 5.16        |             | Место остановки автобуса и (или) троллейбуса                  | Обозначает остановочный пункт автобуса и (или) троллейбуса, движущихся по установленным маршрутам, а также маршрутного такси. Водитель может остановиться для посадки — высадки пассажира, если не создаст помех маршрутным ТС. |
| 5.17        |             | Место остановки трамвая                                       | Обозначает остановочной пункт трамвая. |
| 5.18        |             | Место стоянки легковых такси                                  | Обозначает стоянку легковых такси. |
| 5.19.1      |             | Пешеходный переход                                            | При отсутствии на переходе разметки 1.14.1 или 1.14.2 устанавливается справа от дороги на ближней границе перехода. |
| 5.19.2      |             | Пешеходный переход                                            | При отсутствии на переходе разметки 1.14.1 или 1.14.2 устанавливается слева от дороги на дальней границе перехода. |
| 5.20        |             | Искусственная неровность                                      | Обозначает границы искусственной неровности. Знак устанавливается на ближайшей границе искусственной неровности относительно приближающихся транспортных средств. |
| 5.21        |             | Жилая зона                                                    | Знак «Жилая зона» установляется на въездах в жилую зону, кстати дворы к ней тоже относится. Движение пешеходов здесь разрешается как по тротуарам, так и по проезжей части. В жилой зоне пешеходы имеют преимущество, однако они не должны создавать необоснованные помехи для движения транспортных средств |
| 5.22        |             | Конец жилой зоны                                              | Знак показывает, что вы покидаете жилую зону, который относится к прилегающий территории, поэтому водитель должен пропустить как пешеходов, так и другие машины независимо от направления их движения. |
| 5.23.1      |             | Начало населённого пункта                                     | Начало населённого пункта, в котором действуют требования Правил дорожного движения Кыргызской Республики, устанавливающие порядок движения в населённых пунктах. Знак 5.23.2 устанавливают в случаях, когда требования Правил дорожного движения, регламентирующие порядок движения в населенных пунктах, необходимо ввести на участке дороги с застройкой, не входящей в какой-либо населенный пункт (дачные поселки, отдельно стоящие предприятия, строящиеся объекты и т. п.). |
| 5.23.2      |             | Начало населённого пункта                                     | Начало населённого пункта, в котором действуют требования Правил дорожного движения Кыргызской Республики, устанавливающие порядок движения в населённых пунктах. Знак 5.23.2 устанавливают в случаях, когда требования Правил дорожного движения, регламентирующие порядок движения в населенных пунктах, необходимо ввести на участке дороги с застройкой, не входящей в какой-либо населенный пункт (дачные поселки, отдельно стоящие предприятия, строящиеся объекты и т. п.). |
| 5.24.1      |             | Конец населённого пункта                                      | Место, с которого на данной дороге утрачивают силу требования Правил дорожного движения Кыргызской Республики, устанавливающие порядок движения в населённых пунктах. |
| 5.24.2      |             | Конец населённого пункта                                      | Место, с которого на данной дороге утрачивают силу требования Правил дорожного движения Кыргызской Республики, устанавливающие порядок движения в населённых пунктах. |
| 5.25        |             | Начало населённого пункта                                     | Начало населённого пункта, в котором на данной дороге не действуют требования Правил дорожного движения Кыргызской Республики, устанавливающие порядок движения в населенных пунктах. |
| 5.26        |             | Конец населённого пункта                                      | Конец населённого пункта, обозначенного знаком 5.25. |
| 5.27        |             | Зона с ограничением стоянки                                   | Место, с которого начинается территория (участок дороги), где стоянка запрещена. |
| 5.28        |             | Конец зоны с ограничением стоянки                             | Отменяет действие знака 5.27. |
| 5.29        |             | Зона регулируемой стоянки                                     | Место, с которого начинается территория (участок дороги), где стоянка разрешена и регулируется с помощью табличек и разметки. |
| 5.30        |             | Конец зоны регулируемой стоянки                               | Отменяет действие знака 5.29. |
| 5.31        |             | Зона с ограничением максимальной скорости                     | Место, с которого начинается территория (участок дороги), где ограничена максимальная скорость движения. |
| 5.32        |             | Конец зоны с ограничением максимальной скорости               | Отменяет действие знака 5.31. |
| 5.33        |             | Пешеходная зона                                               | Место, с которого начинается территория (участок дороги), на которой разрешено движение пешеходов, и в случаях, установленных пунктами 24.2 — 24.4 настоящих Правил, велосипедистов. |
| 5.34        |             | Конец пешеходной зоны                                         | Отменяет действие знака 5.33. |

### Информационные знаки
Информационные знаки информируют о расположении населённых пунктов и других объектов, а также об установленных или о рекомендуемых режимах движения.
| Номер знака | Изображение | Название                                                                               | Пояснение |
| ----------- | ----------- | -------------------------------------------------------------------------------------- | --- |
| 6.1         |             | Общие ограничения максимальной скорости                                                | Общие ограничения скорости, установленные Правилами дорожного движения на дорогах Кыргызской Республики. |
| 6.2         |             | Рекомендуемая скорость                                                                 | Этот знак помогает выбрать подходящий скоростной режим на данном участке дороги, но не превышать скорость, указанную на знаке. Зона действия дорожного знака распространяется до ближайшего перекрёстка, а при применении знака 6.2 совместно с предупреждающим знаком определяется протяженностью опасного участка. Знак также действует до знака 6.2 с иным числовым значением. |
| 6.3.1       |             | Место для разворота                                                                    | Указывает место для разворота. Поворот налево запрещается. |
| 6.3.2       |             | Зона для разворота                                                                     | Знак «Зона для разворота» информирует о том, что впереди участок дороги, где можно развернуться и продолжить движение в обратном направлении. Водителю, которому нужно развернуться, увидев этот знак, должен перестроиться в крайний левый ряд и сбросить скорость. |
| 6.4         |             | Парковка (парковочное место) Парковка (платные услуги) Парковка (только для инвалидов) | Этот знак указывает место, где стоянка разрешена. Водители могут смело отставлять свои автомобили, не опасаясь штрафов за неправильную парковку. Действие данного дорожного знака, обозначающего околотротуарную стоянку, распространяется до ближайшего перекрестка либо ограничивается табличкой 8.2.1. На дорогах вне населенных пунктов предварительный знак 6.4 с табличкой 8.1.1 устанавливают на расстоянии 400—800 м от площадки, предназначенной для стоянки. Знак 6.4 с табличками 8.21.1-8.21.3 устанавливают на въездах на площадку для стоянки у станции метро, остановки автобуса и (или) троллейбуса, трамвая и предварительно с табличками 8.1.1, 8.1.3, 8.1.4, 8.3.1, 8.3.2 для указания направления и расстояния до такой площадки. |
| 6.5         |             | Полоса аварийной остановки                                                             | Этот знак показывает водителю место, где можно остановиться и исправить поломку автомобиля. |
| 6.6         |             | Подземный пешеходный переход                                                           | Указывает место, где пешеходы могут безопасно перейти дорогу при помощи подземного пешеходного перехода. |
| 6.7         |             | Надземный пешеходный переход                                                           | Этот знак информирует участников дорожного движения о наличии надземного пешеходного перехода |
| 6.8.1       |             | Тупик                                                                                  | Знаки 6.8.1-6.8.3 «Тупик» применяют для обозначения дорог, не имеющих сквозного проезда. Знак 6.8.1 устанавливают в начале дороги, знаки 6.8.2 и 6.8.3 — перед пересечением с дорогой, не имеющей сквозного проезда. |
| 6.8.2       |             | Тупик                                                                                  | Знаки 6.8.1-6.8.3 «Тупик» применяют для обозначения дорог, не имеющих сквозного проезда. Знак 6.8.1 устанавливают в начале дороги, знаки 6.8.2 и 6.8.3 — перед пересечением с дорогой, не имеющей сквозного проезда. |
| 6.8.3       |             | Тупик                                                                                  | Знаки 6.8.1-6.8.3 «Тупик» применяют для обозначения дорог, не имеющих сквозного проезда. Знак 6.8.1 устанавливают в начале дороги, знаки 6.8.2 и 6.8.3 — перед пересечением с дорогой, не имеющей сквозного проезда. |
| 6.9.1       |             | Предварительный указатель направлений                                                  | Направления движения к обозначенным на знаке населенным пунктам и другим объектам. На знаках могут быть нанесены изображения знака 6.14.1, символы автомагистрали, аэропорта и иные пиктограммы. На знаке 6.9.1 могут быть нанесены изображения других знаков, информирующих об особенностях движения. В нижней части знака 6.9.1 указывается расстояние от места установки знака до перекрёстка или начала полосы торможения. Знак 6.9.1 применяется также для указания объезда участков дорог, на которых установлен один из запрещающих знаков 3.11—3.15. |
| 6.9.2       |             | Предварительный указатель направления                                                  | Направления движения к обозначенным на знаке населенным пунктам и другим объектам. На знаках могут быть нанесены изображения знака 6.14.1, символы автомагистрали, аэропорта и иные пиктограммы. На знаке 6.9.1 могут быть нанесены изображения других знаков, информирующих об особенностях движения. В нижней части знака 6.9.1 указывается расстояние от места установки знака до перекрёстка или начала полосы торможения. Знак 6.9.1 применяется также для указания объезда участков дорог, на которых установлен один из запрещающих знаков 3.11—3.15. |
| 6.9.3       |             | Схема движения                                                                         | Маршрут движения при запрещении на перекрёстке отдельных манёвров или разрешённые направления движения на сложном перекрёстке. Знак устанавливают непосредственно перед перекрестком. Предварительный знак 6.9.3 допускается устанавливать в населенных пунктах на расстоянии 50-100 м, вне населенных пунктов — на расстоянии 150—300 м от перекрестка. |
| 6.10.1      |             | Указатель направлений                                                                  | Направления движения к пунктам маршрута. На знаках может быть указано расстояние до обозначенных на нём объектов (км), нанесены символы автомагистрали, аэропорта и иные. |
| 6.10.2      |             | Указатель направления                                                                  | Направления движения к пунктам маршрута. На знаках может быть указано расстояние до обозначенных на нём объектов (км), нанесены символы автомагистрали, аэропорта и иные. |
| 6.11        |             | Наименование объекта                                                                   | Наименование объекта иного, чем населённый пункт (речка, озеро, перевал, достопримечательность и тому подобное). |
| 6.12        |             | Указатель расстояний                                                                   | Расстояние (в километрах) до населённых пунктов, расположенных на маршруте. |
| 6.13        |             | Километровый знак                                                                      | Расстояние (в километрах) до начала или конца дороги. |
| 6.14.1      |             | Номер маршрута                                                                         | Номер, присвоенный дороге (маршруту). Знак 6.14.1 устанавливают в начале дороги (маршрута) и повторяют через 10-15 км. |
| 6.14.2      |             | Номер маршрута                                                                         | Номер и направление дороги (маршрута). Знак 6.14.2 устанавливают перед перекрестком для указания направления и номера дороги (маршрута), а также для указания номера дороги (маршрута) пересекаемой дороги, если перед перекрестком не установлены знаки 6.9.1, 6.9.2, 6.10.1, 6.10.2. |
| 6.15.1      |             | Направление движения для грузовых автомобилей                                          | Рекомендуемое направление движения для грузовых автомобилей, тракторов и самоходных машин, если на перекрёстке их движение в одном из направлений запрещено. |
| 6.15.2      |             | Направление движения для грузовых автомобилей                                          | Рекомендуемое направление движения для грузовых автомобилей, тракторов и самоходных машин, если на перекрёстке их движение в одном из направлений запрещено. |
| 6.15.3      |             | Направление движения для грузовых автомобилей                                          | Рекомендуемое направление движения для грузовых автомобилей, тракторов и самоходных машин, если на перекрёстке их движение в одном из направлений запрещено. |
| 6.16        |             | Стоп-линия                                                                             | Место остановки транспортных средств при запрещающем сигнале светофора (регулировщика). |
| 6.17        |             | Схема объезда                                                                          | Маршрут объезда участка дороги, временно закрытого для движения. |
| 6.18.1      |             | Направление объезда                                                                    | Направление объезда участка дороги, временно закрытого для движения. |
| 6.18.2      |             | Направление объезда                                                                    | Направление объезда участка дороги, временно закрытого для движения. |
| 6.18.3      |             | Направление объезда                                                                    | Направление объезда участка дороги, временно закрытого для движения. |
| 6.19.1      |             | Предварительный указатель перестроения на другую проезжую часть                        | Направление объезда закрытого для движения участка проезжей части на дороге с разделительной полосой или направление движения для возвращения на правую проезжую часть. |
| 6.19.2      |             | Предварительный указатель перестроения на другую проезжую часть                        | Направление объезда закрытого для движения участка проезжей части на дороге с разделительной полосой или направление движения для возвращения на правую проезжую часть. |
| 6.20.1      |             | Аварийный выход                                                                        | Указывает место в тоннеле, где находится аварийный выход. |
| 6.20.2      |             | Аварийный выход                                                                        | Указывает место в тоннеле, где находится аварийный выход. |
| 6.21.1      |             | Направление движения к аварийному выходу                                               | Указывает направление к аварийному выходу и расстояние до него. |
| 6.21.2      |             | Направление движения к аварийному выходу                                               | Указывает направление к аварийному выходу и расстояние до него. |
| 6.22        |             | Видеоконтроль                                                                          | Указывает о ведении видеонаблюдения на конкретном участке пути. Однако наличие обозначения может и не указывать на присутствие в зоне камеры. Отсутствует в ПДД КР, но на практике используется. |

### Знаки сервиса
Знаки сервиса информируют о расположении соответствующих объектов. Предварительные знаки сервиса вне населенных пунктов устанавливают за 400—800 м, а при необходимости за 15-20 км и 60-80 км до объекта, у мест поворота к ним (перекрестков), если они расположены в стороне от дороги. На предварительных знаках сервиса указывают расстояние до объекта. При указании расстояний на предварительных знаках сервиса, информирующих об объектах, расположенных в стороне от дороги и устанавливаемых за 15-20 км, 60-80 км, необходимо учитывать расстояние от места поворота (перекрестка) до объекта.
Предварительные знаки сервиса в населенных пунктах допускается устанавливать за 100—150 м до объекта и на ближайших к нему местах поворота (перекрестках). При размещении на знаках сервиса дополнительной информации (адреса, номера телефона, видов оказываемых услуг и т. п.) расстояние до объекта, время работы указывают на знаках дополнительной информации.
| Номер знака | Изображение | Название                                                            | Пояснение |
| ----------- | ----------- | ------------------------------------------------------------------- | --- |
| 7.1         |             | Пункт первой медицинской помощи                                     | информирует о том что расположена аптека |
| 7.2         |             | Больница                                                            | Этот знак сообщает участников движения о том, что впереди расположена больница. Бывает, что водителю или пассажиру срочно требуется медицинская помощь, в таком случае надо искать этот знак.                                                             |
| 7.3         |             | Автозаправочная станция                                             | Информирует о том что через 800 метров находится заправка они могут заправить свой автомобиль |
| 7.4         |             | Техническое обслуживание автомобилей                                | информирует о том что через 100 метров находится техническое обслуживание автомобилей например подкачать колеса или устранить неполадки двигателя |
| 7.5         |             | Мойка автомобилей                                                   | информирует о том что они могут заехать на мойку и помыть свой автомобиль от дорожной грязи или пыли |
| 7.6         |             | Телефон                                                             | Информирует о том что есть место где можно позвонить |
| 7.7         |             | Пункт питания                                                       | информирует о месте где можно остановиться и покушать |
| 7.8         |             | Питьевая вода                                                       | Этот знак информирует участников дорожного движения о наличии питьевой воды в указанном месте. |
| 7.9         |             | Гостиница или мотель                                                | информирует о том где можно остановиться и отдохнуть |
| 7.10        |             | Кемпинг                                                             | Информирует о палатке |
| 7.11        |             | Место отдыха                                                        | Этот знак информирует участников дорожного движения о том, что впереди есть обарудованное место, где можно остановиться и отдохнуть. |
| 7.12        |             | Пост ДПС                                                            | информирует о полиции посте дпс |
| 7.13        |             | Милиция                                                             | информирует о том что через 100 метров начнётся полиция милиция |
| 7.14.1      |             | Пункт таможенного контроля                                          | Информирует о таможне |
| 7.14.2      |             | Пункт транспортного контроля                                        | Дорожный знак «Пункт транспортного контроля» используется для обозначения соответствующего пункта контроля. |
| 7.15        |             | Зона приёма радиостанции, передающей информацию о дорожном движении | Этот дорожный знак применяют для обозначения начала участка дороги, на котором осуществляется прием передач радиостанции на частоте, указанной на знаке. Знак устанавливают в начале такого участка и повторяют на протяжении участка через каждые 20 км. |
| 7.16        |             | Зона радиосвязи с аварийными службами                               | Участок дороги, на котором действует система радиосвязи с аварийными службами в гражданском диапазоне 27 МГц. |
| 7.17        |             | Бассейн или пляж                                                    | информирует о месте где можно остановиться и покупаться или отдохнуть на пляже |
| 7.18        |             | Туалет                                                              | информирует о туалете |
| 7.19        |             | Телефон экстренной связи                                            | Указывает место, где находится телефон для вызова оперативных служб. |
| 7.20        |             | Огнетушитель                                                        | Указывает место, где находится огнетушитель. |
| 7.21        |             | Автозаправочная станция с возможностью зарядки электромобилей       | Информирует о заправке зарядкой для электромобилей |

### Знаки дополнительной информации (таблички)
Знаки дополнительной информации (таблички) уточняют или ограничивают действие знаков, с которыми они применены, либо содержат иную информацию для участников дорожного движения.
| Номер знака | Изображение | Название                                             | Пояснение |
| ----------- | ----------- | ---------------------------------------------------- | --- |
| 8.1.1       |             | Расстояние до объекта                                | Указывается расстояние от знака до начала опасного участка, места введения соответствующего ограничения или определённого объекта (места), находящегося впереди по ходу движения. |
| 8.1.2       |             | Расстояние до объекта                                | Указывает расстояние от знака 2.4 до перекрёстка в случае, если непосредственно перед перекрёстком установлен знак 2.5. |
| 8.1.3       |             | Расстояние до объекта                                | Указывает расстояние до объекта, находящегося в стороне от дороги. |
| 8.1.4       |             | Расстояние до объекта                                | Указывает расстояние до объекта, находящегося в стороне от дороги. |
| 8.2.1       |             | Зона действия                                        | Указывает протяжённость опасного участка дороги, обозначенного предупреждающими знаками, или зону действия запрещающих и информационно-указательных знаков. |
| 8.2.2       |             | Зона действия                                        | Указывает зону действия запрещающих знаков 3.27—3.30. |
| 8.2.3       |             | Зона действия                                        | Указывает конец зоны действия знаков 3.27—3.30. |
| 8.2.4       |             | Зона действия                                        | Информирует водителей о нахождении их в зоне действия знаков 3.27—3.30. |
| 8.2.5       |             | Зона действия                                        | Указывают направление и зону действия знаков 3.27—3.30 при запрещении остановки или стоянки вдоль одной стороны площади, фасада здания и тому подобное. |
| 8.2.6       |             | Зона действия                                        | Указывают направление и зону действия знаков 3.27—3.30 при запрещении остановки или стоянки вдоль одной стороны площади, фасада здания и тому подобное. |
| 8.3.1       |             | Направления действия                                 | Таблички 8.3.1-8.3.3 «Направление действия» применяют со знаками 3.2-3.9, 5.3, устанавливаемыми непосредственно перед перекрестком для указания направления их действия на пересекаемую дорогу, а также со знаком 1.32. Допускается применение табличек 8.3.1 и 8.3.2 со знаком 6.4 для указания расположения стояночной площадки относительно дороги, если она удалена от края проезжей части не более чем на 10 м. |
| 8.3.2       |             | Направления действия                                 | Таблички 8.3.1-8.3.3 «Направление действия» применяют со знаками 3.2-3.9, 5.3, устанавливаемыми непосредственно перед перекрестком для указания направления их действия на пересекаемую дорогу, а также со знаком 1.32. Допускается применение табличек 8.3.1 и 8.3.2 со знаком 6.4 для указания расположения стояночной площадки относительно дороги, если она удалена от края проезжей части не более чем на 10 м. |
| 8.3.3       |             | Направления действия                                 | Таблички 8.3.1-8.3.3 «Направление действия» применяют со знаками 3.2-3.9, 5.3, устанавливаемыми непосредственно перед перекрестком для указания направления их действия на пересекаемую дорогу, а также со знаком 1.32. Допускается применение табличек 8.3.1 и 8.3.2 со знаком 6.4 для указания расположения стояночной площадки относительно дороги, если она удалена от края проезжей части не более чем на 10 м. |
| 8.4.1       |             | Вид транспортного средства                           | Указывают вид транспортного средства, на который распространяется действие знака. Табличка 8.4.1 распространяет действие знака на грузовые автомобили, в том числе и с прицепом, с разрешённой максимальной массой свыше 3,5 т. Табличка 8.4.2 — на грузовые автомобили, в том числе и с прицепом, с разрешённой максимальной массой свыше 3,5 т. Табличка 8.4.3.1 — на электромобили и гибридные автомобили, имеющие возможность зарядки от внешнего источника Табличка 8.4.3.2 — на легковые автомобили, а также на грузовые автомобили с разрешённой максимальной массой до 3,5 т. Табличка 8.4.7.2 — на лиц, использующих для передвижения средства индивидуальной мобильности. Табличка 8.4.8 — на транспортные средства, оборудованные опознавательными знаками (информационными табличками) «Опасный груз». |
| 8.4.2       |             | Вид транспортного средства                           | Указывают вид транспортного средства, на который распространяется действие знака. Табличка 8.4.1 распространяет действие знака на грузовые автомобили, в том числе и с прицепом, с разрешённой максимальной массой свыше 3,5 т. Табличка 8.4.2 — на грузовые автомобили, в том числе и с прицепом, с разрешённой максимальной массой свыше 3,5 т. Табличка 8.4.3.1 — на электромобили и гибридные автомобили, имеющие возможность зарядки от внешнего источника Табличка 8.4.3.2 — на легковые автомобили, а также на грузовые автомобили с разрешённой максимальной массой до 3,5 т. Табличка 8.4.7.2 — на лиц, использующих для передвижения средства индивидуальной мобильности. Табличка 8.4.8 — на транспортные средства, оборудованные опознавательными знаками (информационными табличками) «Опасный груз». |
| 8.4.3.1     |             | Вид транспортного средства                           | Указывают вид транспортного средства, на который распространяется действие знака. Табличка 8.4.1 распространяет действие знака на грузовые автомобили, в том числе и с прицепом, с разрешённой максимальной массой свыше 3,5 т. Табличка 8.4.2 — на грузовые автомобили, в том числе и с прицепом, с разрешённой максимальной массой свыше 3,5 т. Табличка 8.4.3.1 — на электромобили и гибридные автомобили, имеющие возможность зарядки от внешнего источника Табличка 8.4.3.2 — на легковые автомобили, а также на грузовые автомобили с разрешённой максимальной массой до 3,5 т. Табличка 8.4.7.2 — на лиц, использующих для передвижения средства индивидуальной мобильности. Табличка 8.4.8 — на транспортные средства, оборудованные опознавательными знаками (информационными табличками) «Опасный груз». |
| 8.4.3.2     |             | Вид транспортного средства                           | Указывают вид транспортного средства, на который распространяется действие знака. Табличка 8.4.1 распространяет действие знака на грузовые автомобили, в том числе и с прицепом, с разрешённой максимальной массой свыше 3,5 т. Табличка 8.4.2 — на грузовые автомобили, в том числе и с прицепом, с разрешённой максимальной массой свыше 3,5 т. Табличка 8.4.3.1 — на электромобили и гибридные автомобили, имеющие возможность зарядки от внешнего источника Табличка 8.4.3.2 — на легковые автомобили, а также на грузовые автомобили с разрешённой максимальной массой до 3,5 т. Табличка 8.4.7.2 — на лиц, использующих для передвижения средства индивидуальной мобильности. Табличка 8.4.8 — на транспортные средства, оборудованные опознавательными знаками (информационными табличками) «Опасный груз». |
| 8.4.4       |             | Вид транспортного средства                           | Указывают вид транспортного средства, на который распространяется действие знака. Табличка 8.4.1 распространяет действие знака на грузовые автомобили, в том числе и с прицепом, с разрешённой максимальной массой свыше 3,5 т. Табличка 8.4.2 — на грузовые автомобили, в том числе и с прицепом, с разрешённой максимальной массой свыше 3,5 т. Табличка 8.4.3.1 — на электромобили и гибридные автомобили, имеющие возможность зарядки от внешнего источника Табличка 8.4.3.2 — на легковые автомобили, а также на грузовые автомобили с разрешённой максимальной массой до 3,5 т. Табличка 8.4.7.2 — на лиц, использующих для передвижения средства индивидуальной мобильности. Табличка 8.4.8 — на транспортные средства, оборудованные опознавательными знаками (информационными табличками) «Опасный груз». |
| 8.4.5       |             | Вид транспортного средства                           | Указывают вид транспортного средства, на который распространяется действие знака. Табличка 8.4.1 распространяет действие знака на грузовые автомобили, в том числе и с прицепом, с разрешённой максимальной массой свыше 3,5 т. Табличка 8.4.2 — на грузовые автомобили, в том числе и с прицепом, с разрешённой максимальной массой свыше 3,5 т. Табличка 8.4.3.1 — на электромобили и гибридные автомобили, имеющие возможность зарядки от внешнего источника Табличка 8.4.3.2 — на легковые автомобили, а также на грузовые автомобили с разрешённой максимальной массой до 3,5 т. Табличка 8.4.7.2 — на лиц, использующих для передвижения средства индивидуальной мобильности. Табличка 8.4.8 — на транспортные средства, оборудованные опознавательными знаками (информационными табличками) «Опасный груз». |
| 8.4.6       |             | Вид транспортного средства                           | Указывают вид транспортного средства, на который распространяется действие знака. Табличка 8.4.1 распространяет действие знака на грузовые автомобили, в том числе и с прицепом, с разрешённой максимальной массой свыше 3,5 т. Табличка 8.4.2 — на грузовые автомобили, в том числе и с прицепом, с разрешённой максимальной массой свыше 3,5 т. Табличка 8.4.3.1 — на электромобили и гибридные автомобили, имеющие возможность зарядки от внешнего источника Табличка 8.4.3.2 — на легковые автомобили, а также на грузовые автомобили с разрешённой максимальной массой до 3,5 т. Табличка 8.4.7.2 — на лиц, использующих для передвижения средства индивидуальной мобильности. Табличка 8.4.8 — на транспортные средства, оборудованные опознавательными знаками (информационными табличками) «Опасный груз». |
| 8.4.7.1     |             | Вид транспортного средства                           | Указывают вид транспортного средства, на который распространяется действие знака. Табличка 8.4.1 распространяет действие знака на грузовые автомобили, в том числе и с прицепом, с разрешённой максимальной массой свыше 3,5 т. Табличка 8.4.2 — на грузовые автомобили, в том числе и с прицепом, с разрешённой максимальной массой свыше 3,5 т. Табличка 8.4.3.1 — на электромобили и гибридные автомобили, имеющие возможность зарядки от внешнего источника Табличка 8.4.3.2 — на легковые автомобили, а также на грузовые автомобили с разрешённой максимальной массой до 3,5 т. Табличка 8.4.7.2 — на лиц, использующих для передвижения средства индивидуальной мобильности. Табличка 8.4.8 — на транспортные средства, оборудованные опознавательными знаками (информационными табличками) «Опасный груз». |
| 8.4.7.2     |             | Вид транспортного средства                           | Указывают вид транспортного средства, на который распространяется действие знака. Табличка 8.4.1 распространяет действие знака на грузовые автомобили, в том числе и с прицепом, с разрешённой максимальной массой свыше 3,5 т. Табличка 8.4.2 — на грузовые автомобили, в том числе и с прицепом, с разрешённой максимальной массой свыше 3,5 т. Табличка 8.4.3.1 — на электромобили и гибридные автомобили, имеющие возможность зарядки от внешнего источника Табличка 8.4.3.2 — на легковые автомобили, а также на грузовые автомобили с разрешённой максимальной массой до 3,5 т. Табличка 8.4.7.2 — на лиц, использующих для передвижения средства индивидуальной мобильности. Табличка 8.4.8 — на транспортные средства, оборудованные опознавательными знаками (информационными табличками) «Опасный груз». |
| 8.4.8       |             | Вид транспортного средства                           | Указывают вид транспортного средства, на который распространяется действие знака. Табличка 8.4.1 распространяет действие знака на грузовые автомобили, в том числе и с прицепом, с разрешённой максимальной массой свыше 3,5 т. Табличка 8.4.2 — на грузовые автомобили, в том числе и с прицепом, с разрешённой максимальной массой свыше 3,5 т. Табличка 8.4.3.1 — на электромобили и гибридные автомобили, имеющие возможность зарядки от внешнего источника Табличка 8.4.3.2 — на легковые автомобили, а также на грузовые автомобили с разрешённой максимальной массой до 3,5 т. Табличка 8.4.7.2 — на лиц, использующих для передвижения средства индивидуальной мобильности. Табличка 8.4.8 — на транспортные средства, оборудованные опознавательными знаками (информационными табличками) «Опасный груз». |
| 8.4.9       |             | Кроме вида транспортного средства                    | Указывают вид транспортного средства, на который не распространяется действие знака. Табличка 8.4.14 не распространяет действие знака на транспортные средства, используемые в качестве легкового такси. Табличка 8.4.16 не распространяет действие знака на лиц, использующих для передвижения средства индивидуальной мобильности. |
| 8.4.10      |             | Кроме вида транспортного средства                    | Указывают вид транспортного средства, на который не распространяется действие знака. Табличка 8.4.14 не распространяет действие знака на транспортные средства, используемые в качестве легкового такси. Табличка 8.4.16 не распространяет действие знака на лиц, использующих для передвижения средства индивидуальной мобильности. |
| 8.4.11      |             | Кроме вида транспортного средства                    | Указывают вид транспортного средства, на который не распространяется действие знака. Табличка 8.4.14 не распространяет действие знака на транспортные средства, используемые в качестве легкового такси. Табличка 8.4.16 не распространяет действие знака на лиц, использующих для передвижения средства индивидуальной мобильности. |
| 8.4.12      |             | Кроме вида транспортного средства                    | Указывают вид транспортного средства, на который не распространяется действие знака. Табличка 8.4.14 не распространяет действие знака на транспортные средства, используемые в качестве легкового такси. Табличка 8.4.16 не распространяет действие знака на лиц, использующих для передвижения средства индивидуальной мобильности. |
| 8.4.13      |             | Кроме вида транспортного средства                    | Указывают вид транспортного средства, на который не распространяется действие знака. Табличка 8.4.14 не распространяет действие знака на транспортные средства, используемые в качестве легкового такси. Табличка 8.4.16 не распространяет действие знака на лиц, использующих для передвижения средства индивидуальной мобильности. |
| 8.4.14      |             | Кроме вида транспортного средства                    | Указывают вид транспортного средства, на который не распространяется действие знака. Табличка 8.4.14 не распространяет действие знака на транспортные средства, используемые в качестве легкового такси. Табличка 8.4.16 не распространяет действие знака на лиц, использующих для передвижения средства индивидуальной мобильности. |
| 8.4.15      |             | Кроме вида транспортного средства                    | Указывают вид транспортного средства, на который не распространяется действие знака. Табличка 8.4.14 не распространяет действие знака на транспортные средства, используемые в качестве легкового такси. Табличка 8.4.16 не распространяет действие знака на лиц, использующих для передвижения средства индивидуальной мобильности. |
| 8.4.16      |             | Кроме вида транспортного средства                    | Указывают вид транспортного средства, на который не распространяется действие знака. Табличка 8.4.14 не распространяет действие знака на транспортные средства, используемые в качестве легкового такси. Табличка 8.4.16 не распространяет действие знака на лиц, использующих для передвижения средства индивидуальной мобильности. |
| 8.5.1       |             | Субботние, воскресные и праздничные дни              | Указывают дни недели, в течение которых действует знак. |
| 8.5.2       |             | Рабочие дни                                          | Указывают дни недели, в течение которых действует знак. |
| 8.5.3       |             | Дни недели                                           | Указывают дни недели, в течение которых действует знак. |
| 8.5.4       |             | Время действия                                       | Указывает время суток, в течение которого действует знак. |
| 8.5.5       |             | Время действия                                       | Указывают дни недели и время суток, в течение которых действует знак. |
| 8.5.6       |             | Время действия                                       | Указывают дни недели и время суток, в течение которых действует знак. |
| 8.5.7       |             | Время действия                                       | Указывают дни недели и время суток, в течение которых действует знак. |
| 8.6.1       |             | Способ постановки транспортного средства на стоянку  | Табличка «Способ постановки транспортного средства на стоянку» может приниматься совместно только с одним дорожным знаком «Место стоянки». Эта табличка подскажит водителю, какой транспорт и каким способом нужно припарковать в данном месте. |
| 8.6.2       |             | Способ постановки транспортного средства на стоянку  | Табличка «Способ постановки транспортного средства на стоянку» может приниматься совместно только с одним дорожным знаком «Место стоянки». Эта табличка подскажит водителю, какой транспорт и каким способом нужно припарковать в данном месте. |
| 8.6.3       |             | Способ постановки транспортного средства на стоянку  | Табличка «Способ постановки транспортного средства на стоянку» может приниматься совместно только с одним дорожным знаком «Место стоянки». Эта табличка подскажит водителю, какой транспорт и каким способом нужно припарковать в данном месте. |
| 8.6.4       |             | Способ постановки транспортного средства на стоянку  | Табличка «Способ постановки транспортного средства на стоянку» может приниматься совместно только с одним дорожным знаком «Место стоянки». Эта табличка подскажит водителю, какой транспорт и каким способом нужно припарковать в данном месте. |
| 8.6.5       |             | Способ постановки транспортного средства на стоянку  | Табличка «Способ постановки транспортного средства на стоянку» может приниматься совместно только с одним дорожным знаком «Место стоянки». Эта табличка подскажит водителю, какой транспорт и каким способом нужно припарковать в данном месте. |
| 8.6.6       |             | Способ постановки транспортного средства на стоянку  | Табличка «Способ постановки транспортного средства на стоянку» может приниматься совместно только с одним дорожным знаком «Место стоянки». Эта табличка подскажит водителю, какой транспорт и каким способом нужно припарковать в данном месте. |
| 8.6.7       |             | Способ постановки транспортного средства на стоянку  | Табличка «Способ постановки транспортного средства на стоянку» может приниматься совместно только с одним дорожным знаком «Место стоянки». Эта табличка подскажит водителю, какой транспорт и каким способом нужно припарковать в данном месте. |
| 8.6.8       |             | Способ постановки транспортного средства на стоянку  | Табличка «Способ постановки транспортного средства на стоянку» может приниматься совместно только с одним дорожным знаком «Место стоянки». Эта табличка подскажит водителю, какой транспорт и каким способом нужно припарковать в данном месте. |
| 8.6.9       |             | Способ постановки транспортного средства на стоянку  | Табличка «Способ постановки транспортного средства на стоянку» может приниматься совместно только с одним дорожным знаком «Место стоянки». Эта табличка подскажит водителю, какой транспорт и каким способом нужно припарковать в данном месте. |
| 8.7         |             | Стоянка с неработающим двигателем                    | Эту табличку применяют со знаком «Место стоянки» для запрещения стоянки транспортных средств с работающим двигателем. |
| 8.8         |             | Платные услуги                                       | Указывает, что услуги предоставляются только за плату. |
| 8.9         |             | Ограничение продолжительности стоянки                | Указывает максимальную продолжительность пребывания транспортного средства на стоянке, обозначенной знаком 6.4. |
| 8.9.1       |             | Стоянка только для владельцев парковочных разрешений | Указывает, что на парковке, обозначенной знаком 6.4, могут размещаться только транспортные средства, владельцы которых имеют разрешение на парковку, полученное в установленном органами исполнительной власти Кыргызской Республики или органами местного самоуправления порядке и действующее в пределах территории, границы которой установлены соответствующими органами исполнительной власти субъекта Российской Федерации или органами местного самоуправления. |
| 8.10        |             | Место для осмотра автомобилей                        | Эту табличку применяют для указания наличия эстакады или смотровой канавы на стояночных площадках или в местах отдыха. |
| 8.11        |             | Ограничение разрешённой максимальной массы           | Указывает, что действие знака распространяется только на транспортные средства с разрешённой максимальной массой, превышающей максимальную массу, указанную на табличке. |
| 8.12        |             | Опасная обочина                                      | Предупреждает, что съезд на обочину опасен в связи с проведением на ней ремонтных работ. Применяется со знаком 1.25. |
| 8.13        |             | Направление главной дороги                           | Указывает направление главной дороги на перекрёстке. |
| 8.14        |             | Полоса движения                                      | Указывает полосу движения или полосу для велосипедистов, на которую распространяется действие знака или светофора. |
| 8.15        |             | Слепые пешеходы                                      | Указывает, что пешеходным переходом пользуются слепые. Применяется со знаками 1.22, 5.19.1, 5.19.2 и светофорами. |
| 8.16        |             | Влажное покрытие                                     | Указывает, что действие знака распространяется на период времени, когда покрытие проезжей части влажное. |
| 8.17        |             | Инвалиды                                             | Указывает, что действие знака 6.4 распространяется только на мотоколяски и автомобили, на которых установлены опознавательные знаки «Инвалид». |
| 8.18        |             | Кроме инвалидов                                      | Указывает, что действие знаков не распространяется на мотоколяски и автомобили, на которых установлены опознавательные знаки «Инвалид». |
| 8.19        |             | Класс опасного груза                                 | Указывает номер класса (классов) опасных грузов по ГОСТ 19433-88. |
| 8.20.1      |             | Тип тележки транспортного средства                   | Применяется со знаком 3.12. Указывает число сближённых осей транспортного средства, для каждой из которых указанная на знаке масса является предельно допустимой. |
| 8.20.2      |             | Тип тележки транспортного средства                   | Применяется со знаком 3.12. Указывает число сближённых осей транспортного средства, для каждой из которых указанная на знаке масса является предельно допустимой. |
| 8.21.1      |             | Вид маршрутного транспортного средства               | Применяются со знаком 6.4. Обозначают место стоянки транспортных средств у станций метро, остановки автобуса (троллейбуса) или трамвая, где возможна пересадка на соответствующий вид транспорта. |
| 8.21.2      |             | Вид маршрутного транспортного средства               | Применяются со знаком 6.4. Обозначают место стоянки транспортных средств у станций метро, остановки автобуса (троллейбуса) или трамвая, где возможна пересадка на соответствующий вид транспорта. |
| 8.21.3      |             | Вид маршрутного транспортного средства               | Применяются со знаком 6.4. Обозначают место стоянки транспортных средств у станций метро, остановки автобуса (троллейбуса) или трамвая, где возможна пересадка на соответствующий вид транспорта. |
| 8.22.1      |             | Препятствие                                          | Обозначают препятствие и направление его объезда. Применяются со знаками 4.2.1—4.2.3. |
| 8.22.2      |             | Препятствие                                          | Обозначают препятствие и направление его объезда. Применяются со знаками 4.2.1—4.2.3. |
| 8.22.3      |             | Препятствие                                          | Обозначают препятствие и направление его объезда. Применяются со знаками 4.2.1—4.2.3. |
| 8.23        |             | Фотовидеофиксация                                    | Применяется со знаками 1.1, 1.2, 1.8, 1.35, 3.1—3.7, 3.18.1, 3.18.2, 3.19, 3.20, 3.22, 3.24, 3.27—3.30, 5.1—5.4, 5.14.1, 5.21, 5.23.1, 5.23.2, 5.24.1, 5.24.2, 5.25—5.27, 5.31, 5.35 и 5.37, а также со светофорами. |
| 8.24        |             | Работает эвакуатор                                   | Указывает, что в районе действия дорожных знаков 3.27-3.30 осуществляется задержание транспортного средства. |
| 8.25        |             | Экологический класс транспортного средства           | Указывает, что действие знаков 3.3—3.5, 3.18.1, 3.18.2 и 4.1.1—4.1.6 распространяется на механические транспортные средства, экологический класс которых, указанный в регистрационных документах на эти транспортные средства, ниже экологического класса, указанного на табличке; Указывает, что действие знаков 5.29 и 6.4 распространяется на механические транспортные средства, экологический класс которых, указанный в регистрационных документах на эти транспортные средства, соответствует экологическому классу, указанному на табличке, либо выше экологического класса, указанного на табличке. |

Таблички размещаются непосредственно под знаком, с которым они применены. Таблички 8.2.2—8.2.4, 8.13 при расположении знаков над проезжей частью, обочиной или тротуаром размещаются сбоку от знака. Знаки на жёлтом фоне относятся к временным и применяются как отдельно, так и в сочетании с другими временными техническими средствами организации дорожного движения в местах производства ремонтных и других работ на дороге, а также в случаях оперативного изменения в организации дорожного движения. Жёлтый фон на знаках 1.8, 1.15, 1.16, 1.18—1.21, 1.33, 2.6, 3.11—3.16, 3.18.1—3.25, установленных в местах производства дорожных работ, означает, что эти знаки являются временными.
В случаях, когда значения временных дорожных знаков (на переносной стойке) и стационарных знаков противоречат друг другу, водители должны руководствоваться временными знаками.